# Kalanchoe leblancae
Kalanchoe leblancae är en fetbladsväxtart som beskrevs av R.-hamet. Kalanchoe leblancae ingår i släktet Kalanchoe och familjen fetbladsväxter. Inga underarter finns listade i Catalogue of Life.